# Тай (Техас)
Тай (англ. Tye) — місто (англ. city) в США, в окрузі Тейлор штату Техас. Населення — 1176 осіб (2020).

## Географія
Тай розташований за координатами 32°27′8″ пн. ш. 99°52′0″ зх. д. / 32.45222° пн. ш. 99.86667° зх. д. (32.452283, -99.866612).  За даними Бюро перепису населення США в 2010 році місто мало площу 12,31 км², уся площа — суходіл.

## Демографія
Згідно з переписом 2010 року, у місті мешкали 1242 особи в 476 домогосподарствах у складі 331 родини. Густота населення становила 101 особа/км².  Було 544 помешкання (44/км²).
Расовий склад населення:
| - 83,3 % — білих - 3,1 % — чорних або афроамериканців - 1,0 % — корінних американців - 0,6 % — азіатів - 8,5 % — осіб інших рас |

До двох чи більше рас належало 3,5 %. Частка іспаномовних становила 17,6 % від усіх жителів.
За віковим діапазоном населення розподілялося таким чином: 28,0 % — особи молодші 18 років, 60,6 % — особи у віці 18—64 років, 11,4 % — особи у віці 65 років та старші. Медіана віку мешканця становила 36,2 року. На 100 осіб жіночої статі у місті припадало 103,9 чоловіків;  на 100 жінок у віці від 18 років та старших — 100,9 чоловіків також старших 18 років.
Середній дохід на одне домашнє господарство  становив 39 782 долари США (медіана — 32 344), а середній дохід на одну сім'ю — 47 072 долари (медіана — 44 053). За межею бідності перебувало 17,8 % осіб, у тому числі 21,9 % дітей у віці до 18 років та 30,8 % осіб у віці 65 років та старших.
Цивільне працевлаштоване населення становило 512 осіб. Основні галузі зайнятості: будівництво — 19,3 %, освіта, охорона здоров'я та соціальна допомога — 17,0 %, роздрібна торгівля — 13,3 %.